# Ossiconi

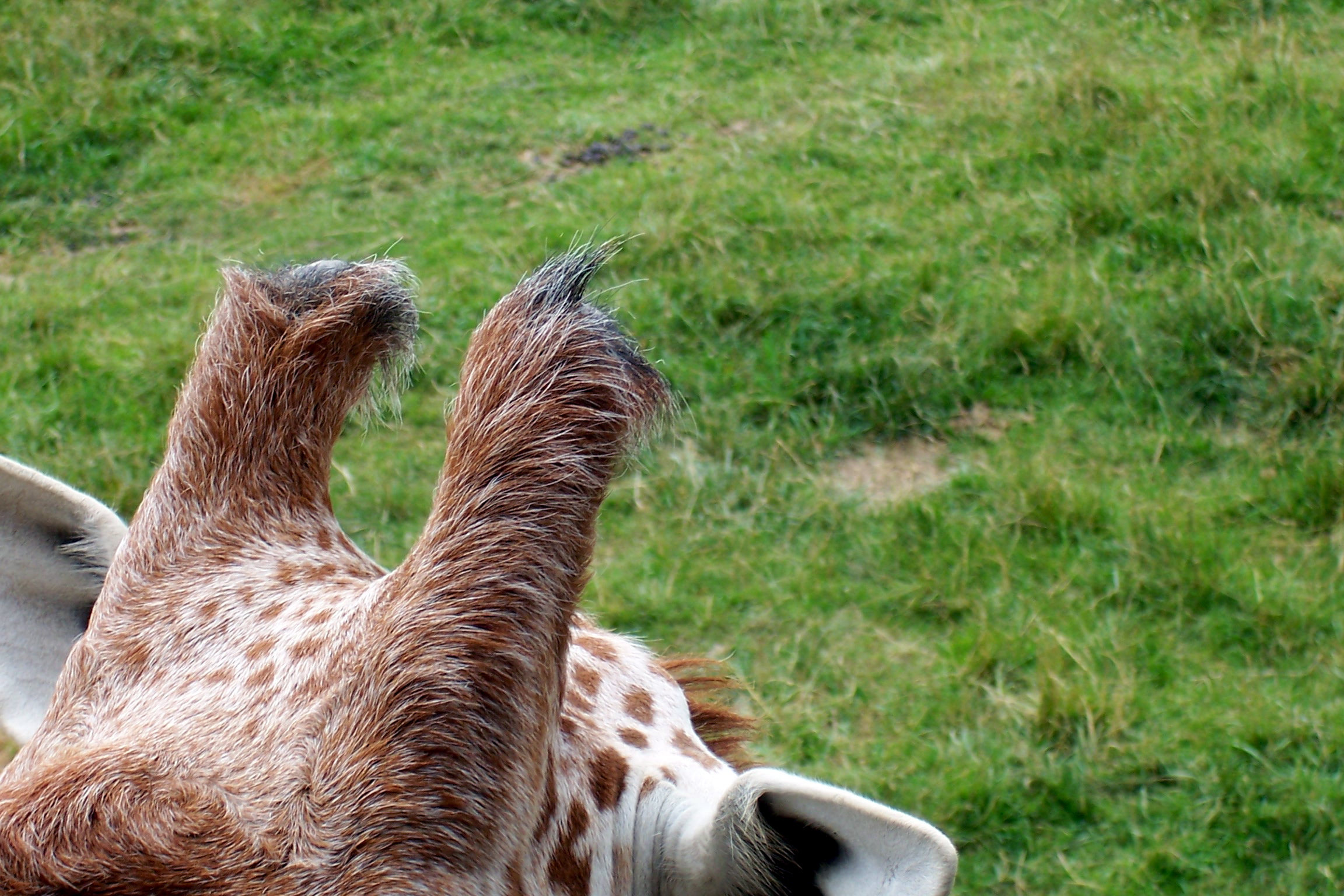
Ossiconi di una giraffa reticolata

Il termine ossicono si riferisce alle protuberanze cartilaginee solidificate, ricche di minerali di calcio e ricoperte di pelle presenti nelle giraffe, nell'okapi e nei loro parenti preistorici, come ad esempio i Sivatherium. 
Gli ossiconi possono avere sia la forma di semplici escrescenze o di cono (da cui il nome), sia di vere e proprie corna simili a quelle delle antilopi.
Nelle giraffe, gli ossiconi sono duri e insensibili, con un unico nervo alla base.
Gli ossiconi vengono utilizzati dai maschi di giraffa per colpire l'avversario durante gli scontri e questo porta a una riduzione dei peli sulla parte terminale di questi, che saranno meno irsuti di quelli femminili.
Nell'okapi gli ossiconi sono presenti solo nei maschi, le femmine al loro posto hanno delle piccole protuberanze ricoperte da pelo.